# Bahri Ben Saïd
Pour les articles homonymes, voir Ben Saïd.
Bahri Ben Saïd, né le 18 août 1923, est un arbitre tunisien de football des années 1960. Il a été arbitre international de 1957 à 1970.
Il a notamment officié durant un match dans une compétition majeure, les Jeux olympiques d'été de 1960.